# FC Tokio
Football Club Tokyo (japonsky FC東京) je japonský fotbalový klub z hlavního města Tokia, který v současnosti hraje japonskou nejvyšší ligu J1 League. Klub byl založen roku 1935. Domácím stadionem klubu je Ajinomoto Stadium s kapacitou 49 970 míst.

## Úspěchy
- J.League Cup: 2004, 2009
- Císařský pohár: 2011

## Významní hráči
- Jóiči Doi
- Wagner Lopes
- Terujuki Moniwa
- Akira Kadži
- Naohiro Išikawa
- Jasujuki Konno
- Masahiko Inoha
- Šúiči Gonda
- Júto Nagatomo
- Takaši Fukuniši
- Masato Morišige
- Masaši Óguro
- Kósuke Óta
- Kento Hašimoto
- Jošinori Mutó
- Sei Muroja
- Júiči Komano
- Jošito Ókubo
- Kensuke Nagai
- Paulo Wanchope